# Victoria Bieneck
Victoria Bieneck(Weilheim in Oberbayern, 26 de março de 1991) é ex-voleibolista indoor e jogadora de vôlei de praia alemã, competindo no vôlei de quadra sagrou-se campeã do Campeonato Europeu Sub-18 na Chéquia, já no vôlei de praia foi medalhista de ouro no Campeonato Europeu Sub-18 na Grécia, também no Campeonato Mundial Sub-19 em 2009 na Turquia, semifinalista no Campeonato Mundial Sub-21 de 2010 e medalhista de bronze no Campeonato Mundial Universitário de 2010 na Turquia e no Campeonato Europeu Sub-23 de 2012, ainda foi medalhista de ouro no Campeonato Mundial Sub-23 na Polônia.

## Carreira
Ela passou parte de sua juventude em Schweinsberg (Stadtallendorf) em Hesse , iniciou no voleibol de quadra  desde o ano de 2000 no TV 05 Wetter, depois em 2006 na equipe juvenil do VC Olympia Berlin, competindo na edição da 1ª Bundesliga em 2007, disputou a Copa Federal (Bundespokal) de 2007, categoria Sub-18 representando  Hesse, depois representou a seleção juvenil na edição do Campeonato Europeu de Sub-18 em 2007 em Brno e sagrou-se medalhista de ouro. Em 2009, transferiu-se para o time rival, ou seja, Köpenicker SC s e permaneceu até 2011.
No período de 2004 a 2006 ela competia no vôlei de praia com sua irmã Felicitas Bieneck nas competições juvenis nacionais, a partir de 2007 competiu com Marika Steinhauff e finalizaram em décimo terceiro posto no Campeonato Europeu Sub-20 de 2008 em San Salvoe ganhou a medalha de bronze no  Mundial Universitário de Voleibol de Praia de 2010  em Alanya, ainda em 2008 jogou com  Laura Weihenmaier e conquistou a medalha de prata no Campeonato Europeu Sub-18 em Loutraki
No Campeonato Mundial de Vôlei de Praia Sub-19 de 2009, realizado em Alanya, esteve ao lado de Christine Aulenbrock e conquistaram a medalha de ouro; no mesmo ano, ao lado de Marika Steinhauff esteve no Campeonato Mundial de Voleibol de Praia Sub-21 de Blackpool, quando terminaram na quinta colocação.Em 2010, compete novamente ao lado de Christine Aulenbrock, estrearam no Circuito Mundial no Aberto de Kristiansand, ocasião da vigésima quinta posição, depois, formou dupla com Chantal Laboureur e foram semifinalistas na edição do Campeonato Mundial de Voleibol de Praia Sub-21 em Alanya.No ano de 2014 formou dupla com Julia Großner para disputar o Campeonato Europeu de Vôlei de Praia, Masters de Cagliari, e finalizaram em quarto lugar.
Com Julia Großner  disputou o circuito nacional de 2011 a 2016, conquistando as etapas de Münster e Frankfurt em 2012, finalizando em sétimo na classificação geral no nacional e ficou em sétimo. Na temporada de 2013, terminaram em quarto lugar no torneio CEV Satélite em Antália. E ao lado de Isabel Schneider conquistaram a medalha de ouro no Campeonato Mundial Sub-23 em Mysłowice, juntas disputaram  o Campeonato Mundial de Stare Jabłonki, eliminadas na primeira fase. No Campeonato Alemão 2013, ao lado de Julia Großner ficou em quinto lugar; no ano de 2014 obtiveram o título no Aberto de Anapa no circuito mundial.
No ano de 2014 formou dupla com Julia Großner para disputar o Campeonato Europeu de Vôlei de Praia, Masters de Cagliari, e finalizaram em quarto lugar. e no Campeonato Europeu e no Campeonato Alemão, ficando em quinto no nacional nos anos de 2015 e 2016.
A partir de 2017, retomou a parceria com Isabel Schneider, no circuito mundial terminaram em terceiro lugar em Xiamen (três estrelas), quarto em Moscou (três estrelas) e o nono posto nos cinco estrelas de Poreč e Gstaad. No Campeonato No Mundial de Viena disputaram a repescagem. No Campeonato da Europa de 2017 em Jūrmala e ficou em décimo sétimo lugar, depois alcançaram o quarto lugar no campeonato alemão.
No Circuito Mundial de 2018,  ao lado de Schneider obteve os quartos lugares em Fort Lauderdale (cinco estrelas) e Ostrava (quatro estrelas), na edição do Campeonato Europeu na Holanda terminaram em quinto; ainda em 2018 foi campeã alemã em Timmendorfer Strand . Também no World Tour 2019 eles foram nono em Sydney e quinto em Kuala Lumpur (cada 3 estrelas) e nono em Tóquio (4 estrelas).NO ano de 2019, disputou o Campeonato Mundial em Hamburgo e terminaram em décimo sétimo. No campeonato alemão de 2019 foram superadas nas quartas de final, já no circuito mundial terminaram em nono lugar no Torneio quatro estrelas de Roma. 
Em 2020,  terminou em quarto lugar no campeonato alemão e em quinto no Campeonato Europeu em Jūrmala  e no ano de 2021  terminaram em nono lugar em alguns eventos do circuito mundial e terminaram em quinto no Campeonato Europeu em Viena.Também foram as segundas colocadas no torneio nacional King of the Court em Hamburgo. Depois de terminar em quinto no Campeonato Alemão  anunciou sua aposentadoria.

## Títulos e resultados
- Aberto de Anapa do Circuito Mundial de Vôlei de Praia de 2014
- 3* de Xiamen do Circuito Mundial de Vôlei de Praia de 2017
- 5* de Fort Lauderdale do Circuito Mundial de Vôlei de Praia de 2018
- 4* de Ostrava  do Circuito Mundial de Vôlei de Praia de 2018
- 3* de Moscou do Circuito Mundial de Vôlei de Praia de 2017
- Campeonato Europeu  de Vôlei de Praia:2014
- Campeonato Mundial Sub-21:2010